# Barraca B-13
La barraca B-13 és una barraca de vinya situada al municipi de Subirats (Alt Penedès), a 400 m al sud de la urbanització Can Rossell.
És una construcció aixecada en pedra seca situada entre dos marges de pedra seca, de planta circular i forma troncocònica, de 2,45 m de diàmetre interior i una alçada màxima de 2,45 m, sense fornícules al seu interior. La construcció és de la tipologia de sostre de falsa volta, típic en aquestes edificacions (acostament de filades de pedra seca, sense cap mena de material d'unió, i amb una gran llosa per tapar el sostre). El portal està orientat al sud-sud-est, té una alçada de 135 cm, una amplada de 65 cm i un gruix de 80 cm. La barraca encara té al sostre exterior els lliris (planta habitualment utilitzada perquè les seves arrels subjectin la terra que cobreix la volta exteriorment). Es conserva en perfecte estat.
El codi utilitzat en la denominació d'aquesta barraca (lletra + número) procedeix d'un estudi realitzat per Araceli Soler i Jaume Rovira, que intenta sistematitzar la informació sobre aquests elements arquitectònics al terme de Subirats.